# Красная книга Республики Дагестан
Красная книга Республики Дагестан — официальный справочник о состоянии редких и находящихся под угрозой исчезновения видов животных и растений на территории Республики Дагестан. Первое издание книги было выпущено в 1998 году. В 2009 г. Министерство охраны окружающей среды и природных ресурсов Республики Дагестан выпустило второе издание Красной книги Дагестана.

## История

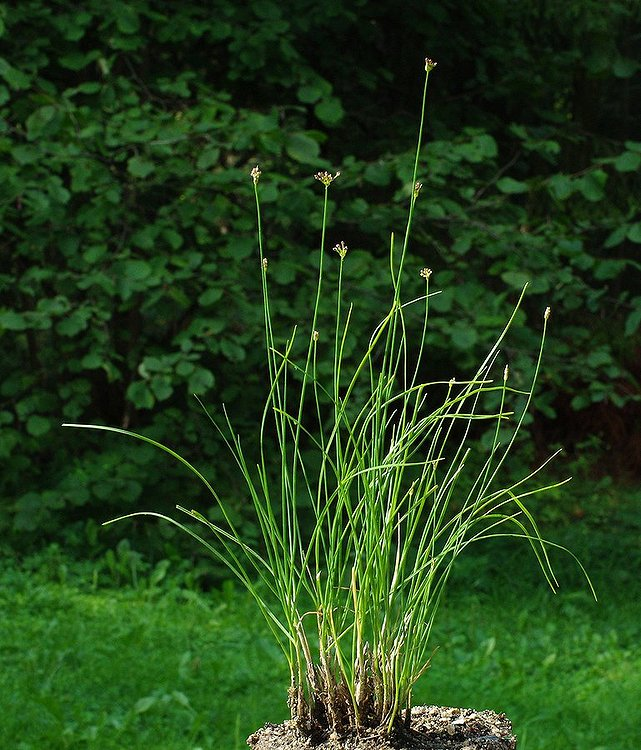
Лук гунибский, 2010 г.

В соответствии с законодательством переиздание Красной книги осуществляется не реже одного раза в 10 лет.
В 1998 году было выпущено первое издание Красной книги Республики Дагестан. В книге впервые обобщены сведения о 299 видах, подвидах растений и животных, обитающих, произрастающих на территории РД. В Книге также приведены статус вида, распространение, места обитания, численность, некоторые биоэкологические особенности, принятые и необходимые меры охраны. Текст справочника иллюстрирован оригинальными рисунками, фотографиями и картами.
В 2009 году вышло в свет новое издание Красной книги РД. В новом издании даны сведения о микробиологии, распространении, численности, а также принятых мерах охраны 176 видов высших редких и исчезающих растений, а также 206 видов животных. Книга снабжена библиографией, оригинальными фотографиями и картами распространения исчезающих видов растений и животных. Очерки видов для красной книги подготовлены ведущими специалистами Дагестанского научного центра РАН, Института прикладной экологии РД, Дагестанского государственного университета и КаспНИРХ.
В 2019 году Министерством природных ресурсов и экологии Республики Дагестан провёл мониторинг популяций редких видов животных и растений, исследовав более 500 популяций у 170 видов животных и растений. Проведённый мониторинг выявил, что основная доля негативного влияния на популяции и виды в целом приходится на три антропогенных фактора, в том числе разрушение местообитаний. По результатам мониторинга был подготовлен Перечень видов, которые следует включить в Красную книгу РД, и Перечень видов, рекомендованных к исключению из неё, а также были предложены конкретные мероприятия по восстановлению численности популяций и улучшению их состояния.
В 2020 году Минприроды Дагестана совместно с Дагестанским отделением межрегиональной общественной организации «Русское ботаническое общество» выполнило научно-исследовательскую работу в рамках переиздания Красной книги Дагестана. В проведении мониторинга участвовали ведущие специалисты ДФИЦ РАН и вузов республики (всего 33 исследователя). В новую версию Книги было включено 182 вида животных и 281 вид растений (всего – 463). 48 видов животных и 8 видов растений (всего – 56) были исключены из Красной книги. Новыми объектами флоры и фауны, состояние которых признано как нестабильное и угрожаемое, стали: Черепаха средиземноморская, равнинная популяция Благородного оленя, Краекучник персидский (Cheilanthes persica), Дикобраз индийский, Степной хорек. Среди растений — Караган крупноцветковый, Гранат обыкновенный. Для 9 видов (Остроухая ночница, Степная пустельга, Жужелица босфорская, Дедка желтоногий, Малый баклан, Большой подковонос и др.) было рекомендовано понизить категорию. Красная книга Дагестана пополнилась также 8 видами грибов, 23 видами мха и 17 видами лишайников.

## Животные

### Птицы

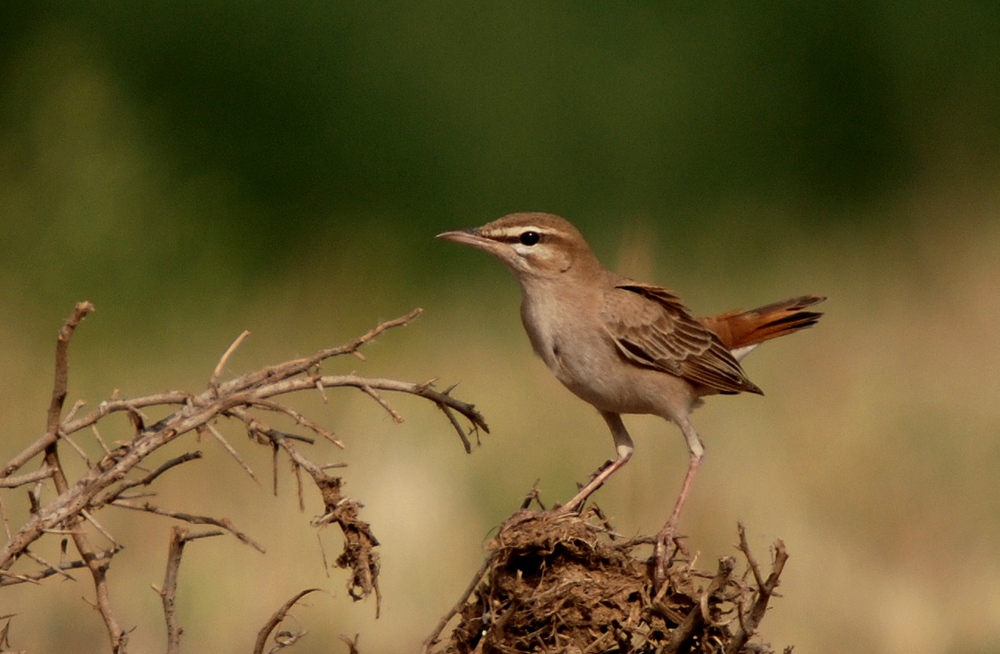
Тугайный соловей, 2010 г.

Из 350 видов птиц, постоянно или временно обитающих на территории Дагестана, 53 вида занесены в первое издание Красной книги Республики Дагестан. Во втором издании количество редких птиц увеличилось до 62, что говорит о крайне неблагополучном положении охраны животных в республике. В списке редких и исчезающих птиц находятся: белый аист, малый лебедь, белоглазый нырок, скопа, европейский тювик, курганник, змееяд, степной орел, могильник, беркут, стервятник, черный гриф, балобан, кавказский тетерев, султанка, дрофа, ходулочник, филин, тугайный соловей, короткопалый воробей и др. Исчезновение птиц происходит по вине браконьеров, из-за плохой работы особо охраняемых природных территорий (заповедники «Самурский», «Тляратинский» и др.) и неправильной организации биотехнических мероприятий (подкормка, организация гнезд и т. д.).